# ナイトパーク
○曜ナイトパークは、讀賣テレビ放送で2012年4月25日から2024年8月31日まで放送されていた深夜番組レーベル。
毎週水曜や土曜の未明（火曜・金曜の深夜）に放送されており、水曜未明（火曜深夜）に「火曜ナイトパーク」、土曜未明（金曜深夜）に「金曜ナイトパーク」となっていたが、金曜ナイトパークとしての放送は2020年3月28日をもって終了し、翌週の4月4日からは「金曜日はシンデレラ」に変更されたため、現存するのは火曜ナイトパークのみである。また、2017年4月13日からは木曜未明（水曜深夜）に本レーベルとほぼ同内容の「水曜スターナイト」が制定されている。
2010年3月までは木曜（水曜深夜）に、2012年3月までは金曜未明（木曜深夜）にも『ハッピーMusic』休止の合間を縫って放送されていたが、2012年4月以降は『火曜ナイトパーク』へ移行した。
タイトル名は火曜未明（月曜深夜）の『MANPA』とは異なり、事実上EPGのみで使用しており、放送上ではタイトル名の使用はされなかった。2024年8月末をもって「金曜日はシンデレラ」の枠名の使用を廃止している。

## 火曜ナイトパーク
当初は海外ドラマを放送していたが、2015年以降はバラエティ番組を遅れネット放送する場合が多い。ミッドナイトパラダイスの後継枠。

## 金曜ナイトパーク→金曜日はシンデレラ
バラエティ番組の遅れネット中心だが、過去の映画や、最新の日本テレビ系が関与した映画の告知を放送する場合もある。2021年10月には第1枠で『「任意同行」願えますか?』（シーズン2）、第2枠で『越境放送バリ』が放送されたように、新作のバラエティー番組が生放送される場合もある。
2021年4月に日本テレビが土曜深夜にアニメ枠を新設してからは本枠のうち30分が同枠作品の放送時間に充てられていたが、その後はアニメ単独放送となり、2024年8月31日の放送をもって枠名を廃止した。なお、この時間帯でのアニメの放送は同年9月以降も継続している。

### 放送されたアニメ作品
| 作品名                                                                                       | 放送期間                       | 製作局                  | 放送時間    | 備考           |
| -------------------------------------------------------------------------------------------- | ------------------------------ | ----------------------- | ----------- | -------------- |
| EDENS ZERO (第1期)                                                                           | 2021年4月17日 - 10月9日        | 日本テレビ              | 1:35 - 2:05 |                |
| ルパン三世 PART6                                                                             | 2021年10月16日 - 2022年4月2日  | 日本テレビ              | 1:28 - 1:58 |                |
| 転生したらスライムだった件（第1期・第2期）                                                   | 2022年4月9日 - 2023年3月25日   | BS11                    | 1:05 - 1:35 | [ 1 ] [ 注 2 ] |
| EDENS ZERO (第2期)                                                                           | 2023年4月8日 - 10月7日         | 日本テレビ              | 1:05 - 1:35 |                |
| 薬屋のひとりごと（第1期）                                                                    | 2023年10月28日 - 2024年3月30日 | 日本テレビ              | 0:59 - 1:29 | [ 2 ] [ 注 3 ] |
| ザ・ファブル                                                                                 | 2024年4月13日 - 10月5日        | 日本テレビ              | 1:05 - 1:35 | [ 3 ] [ 注 4 ] |
| 魔王学院の不適合者 II 〜史上最強の魔王の始祖、転生して子孫たちの学校へ通う〜 (第2期、第24話) | 2024年8月3日                   | 本局 TOKYO MX BS11 AT-X | 1:52 - 2:22 | [ 注 5 ]       |